# Pristimantis stegolepis
Pristimantis stegolepis är en groddjursart som först beskrevs av Andreas Schlüter och Dennis Rödder 2007.  Pristimantis stegolepis ingår i släktet Pristimantis och familjen Strabomantidae. Inga underarter finns listade i Catalogue of Life.